# أثب ياباني
أثب ياباني (الاسم العلمي: Eragrostis japonica) هي نوع نباتي يتبع جنس الأثب من الفصيلة النجيلية.